# 巴特索登-萨尔明斯特
巴特索登-萨尔明斯特（德語：Bad Soden-Salmünster，發音：[baːt ˈzoːdn̩ zaːlˈmʏnstɐ] ⓘ）是德国黑森州达姆施塔特行政区美因-金齐希县的城市，面积58.59平方千米，2023年12月31日人口为13,960人。